# 真中まな
真中 まな（まなか まな、1999年〈平成11年〉4月22日 - ）は、日本の女性アイドル、モデル、グラビアアイドル。女性アイドルグループ・FRUITS ZIPPERのメンバー。アソビシステム所属。神奈川県出身。

## 略歴
幼少期よりダンスを習っており、テーマパークダンス、ジャズダンスを趣味・特技として掲げている。
高校生になると、KAWAIIカルチャーへの憧れから原宿という土地にこだわってアルバイトをするようになる。
2021年1月31日 まで、KAWAII MONSTER CAFE HARAJUKUでアイコンガール（「モンスターガール」と呼ばれる）としてパフォーマンスしていた。
2022年2月22日、アソビシステムの新アイドルプロジェクト・KAWAII LAB.から誕生したアイドルグループ・FRUITS ZIPPERのメンバーとして活動することを発表。メンバーカラーは空色。
同年4月24日、「FRUITS ZIPPER 櫻井優衣/真中まな/松本かれん 合同生誕祭」（恵比寿CreAto）にてアイドルとしてステージデビュー。
2023年4月22日、自身2度目となる生誕祭ライブをSpotify O-WESTにて開催。
2023年9月13日、シングル「わたしの一番かわいいところ」にてFRUITS ZIPPERのメンバーとしてCDデビュー。
2024年4月30日発売の週刊プレイボーイにて初の水着グラビアに挑戦。

## 人物
憧れの人物として所属事務所の先輩であるきゃりーぱみゅぱみゅを挙げている。また、アイドルを好きになるきっかけとなったのはももいろクローバーZの佐々木彩夏であったという。
FRUITS ZIPPERのメンバーである早瀬ノエルはインタビューで真中を次のように評している。
「FRUITS ZIPPERの中で1番みんなを引っ張って行ってくれるタイプの子だと思います。すごく素直でまっすぐで、責任感が強くて周りを人一倍見てます。普段すごくしっかりしているからこそ、たまにちょっとドジっ子なところを見るとキュンとします。」—早瀬ノエル、レコログインタビュー
ライブ中のMCでは仕切り役を担当することが多く、挨拶の号令や告知なども真中が務める。
趣味は幼少期から続けてきたダンスの他、ミュージカル鑑賞、トレーニング。
エアロビック技能検定特級、キッズコーディネーショントレーナーの資格を保有している。エアロビック技能検定特級はダンスの先生、キッズコーディネーショントレーナーは母親の薦めにより受検した。
左利きであるが、ペンで文字を書くとき、スマートフォンを操作するとき、荷物を持つ場合には右手を用いる。
163cmある身長はグループ内では最も高い。

## エピソード
- ダンスを始めたきっかけは、幼少期に仲の良かった近所の年上の女の子たちがダンス教室に通っていたこと。高校生の頃に海外のアミューズメントパークに行った経験から、本気でダンスに取り組むようになる[16]。

- FRUITS ZIPPERへの参加のきっかけは、KAWAII MONSTER CAFEのコンテンツディレクターで、後に同グループでもコンテンツディレクターを務めることとなるHarrisから「アイドル興味ない？」と誘いを受けたこと[4]。アイドル活動はFRUITS ZIPPERが初めてである[8]。

- グループ結成時、最初に加入が決まった3人のメンバーのうちの1人である（真中の他に、松本かれん、早瀬ノエルの3人）[17]。

- デビュー当初はメンバーカラーを「水色」と称していたが、後に「空色」と呼称するようになった。空色はFRUITS ZIPPERおよびKAWAII LAB.のプロデューサー木村ミサがむすびズムのメンバーとして活動していた当時のメンバーカラーと同じである[18]。

- FRUITS ZIPPERのメンバーとして芸能活動をしていることを父親に明かしていなかったが、2023年12月30日、第65回輝く!日本レコード大賞の放送内で生報告した[19]。

- 偶然にもCUTIE STREETの川本笑瑠とは出身地と誕生日が全く同じである[20][21]。

## 書籍

### 雑誌
原宿POP MAGAZINE vol.10

### デジタル写真集
- It's Showtime!（2024年4月30日、集英社［週プレ PHOTO BOOK］、撮影：田口まき）[23]